# Hou Yuon
Hou Yuon (* 1926 in Peam Chi Kang; † 1975) war ein kambodschanischer Politiker und galt als einer der Führungskader der Roten Khmer.

## Leben
Nach Ende seiner Schulzeit ging Hou Yuon nach Phnom Penh und besuchte das Lycée Sisovath. Er galt als guter Fußballspieler und war bereits früh als Schüler politisch aktiv und linksgerichtet.
Anfang der 1950er Jahre zählte Hou Yuon zu jener Gruppe kambodschanischer Studenten, die von Prinz Sihanouk ein Stipendium für ein Studium in Paris erhielten. Zu dieser Gruppe zählten die späteren Anführer der Roten Khmer, wie beispielsweise Pol Pot, Khieu Samphan oder Ieng Sary. Er promovierte 1955 über das Thema Die Bauernschaft Kambodschas und seine Modernisierungsprojekte.
Nach seiner Rückkehr aus Paris unterrichtete Hou Yuon an der Kamputh-Schule sowie an der Juristischen Fakultät in Phnom Penh. Ab 1960 gehörte er zum ZK der im Untergrund agierenden Kommunistischen Partei Kambodschas, dessen Politbüro sich hinter der Bezeichnung Angkar verbarg. Gleichzeitig fungierte Hou Yuon legal als Abgeordneter der Sangkum-Partei im Parlament und war von 1962 bis 1963 Planungsminister.
Am 24. April 1964 schloss er sich endgültig den Kommunisten an und folgte Khieu Samphan in den Dschungel, um von dort aus den revolutionären Kampf der Roten Khmer aktiv zu unterstützen.
1970 ernannte die KP ihn zum Innenminister. 
Kurz vor der Machtübernahme in Kambodscha durch Pol Pot äußerte sich Hou Yuon auf einem Nationalkongress im Februar 1975 kritisch gegen die Pläne der KP bezüglich der Zwangsevakuierung der Bevölkerung und des Konzepts des Steinzeitkommunismus. Im direkten Anschluss an seine Kritik wurde er Opfer einer ersten Säuberungswelle, die auf Befehl der Angkar durchgeführt wurde. Über die genauen Umstände seines Todes ist bis heute nichts bekannt.